# Edward Wennerholm
Edward Wennerholm (Estocolmo, Suecia, 22 de enero de 1890-Estocolmo, 13 de marzo de 1943) fue un gimnasta artístico sueco, campeón olímpico en Estocolmo 1912 en el concurso por equipos "sistema sueco".

## Carrera deportiva
En las Olimpiadas celebradas en Estocolmo (Suecia) en 1912 consigue el oro en el concurso por equipos "sistema sueco", por delante de los daneses (plata) y noruegos (bronce), y siendo sus compañeros de equipo los gimnastas: Per Bertilsson, Carl-Ehrenfried Carlberg, Nils Granfelt, Curt Hartzell, Oswald Holmberg, Anders Hylander, Axel Janse, Boo Kullberg, Sven Landberg, Per Nilsson, Benkt Norelius, Axel Norling, Daniel Norling, Sven Rosén, Nils Silfverskiöld, Carl Silfverstrand, John Sörenson, Yngve Stiernspetz, Carl-Erik Svensson, Karl Johan Svensson, Knut Torell, David Wiman y Claes Wersäll.